# Île du Rontant
L'Île du Rontant est une île située sur la Saône appartenant à la commune d'Albigny-sur-Saône.